# Callopistria aethiops
Callopistria aethiops är en fjärilsart som beskrevs av Butler 1878. Callopistria aethiops ingår i släktet Callopistria och familjen nattflyn. Inga underarter finns listade i Catalogue of Life.